# Силао (муниципалитет)
Силао (исп. Silao) — муниципалитет в Мексике, штат Гуанахуато, с административным центром в одноимённом городе. Численность населения, по данным переписи 2010 года, составила 173 024 человека.

## Общие сведения
Название Silao трансформировалось от названия поселения тарасков Tzinacua, что можно перевести как: место горячей воды.
Площадь муниципалитета равна 539 км², что составляет 1,76 % от общей площади штата, а наивысшая точка расположена в поселении Ла-Монтаньита и равна 2446 метрам.
Силао граничит с другими муниципалитетами штата Гуанахуато: на востоке с Гуанахуато, на юге с Ирапуато, на юго-западе с Ромитой, и на северо-западе с Леоном.

## Учреждение и состав
Муниципалитет был образован в 1824 году, в его состав входит 400 населённых пунктов, самые крупные из которых:
| Код INEGI | Населённый пункт                                                                    | Численность населения (2005 год) | Численность населения (2010 год) |
| --------- | ----------------------------------------------------------------------------------- | -------------------------------- | -------------------------------- |
| 037       | Всего                                                                               | 147123                           | 173024                           |
| 0001      | Силао (исп. Silao) 20°56′37″ с. ш. 101°25′36″ з. д.                                 | 66483                            | 74242                            |
| 0004      | Ла-Альдеа (исп. La Aldea) 20°54′05″ с. ш. 101°28′43″ з. д.                          | 4978                             | 5615                             |
| 0191      | Франко (исп. Franco) 20°56′33″ с. ш. 101°27′02″ з. д.                               | 1663                             | 4349                             |
| 0019      | Коэсильо (исп. Coecillo) 20°58′35″ с. ш. 101°26′58″ з. д.                           | 3428                             | 4002                             |
| 0022      | Колоньяс-Нуэво-Мехико (исп. Colonias Nuevo México) 20°59′06″ с. ш. 101°28′59″ з. д. | 5535                             | 3585                             |
| 0006      | Бахио-де-Бонильяс (исп. Bajío de Bonillas) 20°56′58″ с. ш. 101°29′43″ з. д.         | 2721                             | 3377                             |
| 0024      | Команхилья (исп. Comanjilla) 21°04′03″ с. ш. 101°28′25″ з. д.                       | 2605                             | 2955                             |
| 0091      | Лос-Родригес (исп. Los Rodríguez) 20°56′14″ с. ш. 101°21′39″ з. д.                  | 2503                             | 2760                             |
| 0031      | Чичимекильяс (исп. Chichimequillas) 21°02′19″ с. ш. 101°26′33″ з. д.                | 2095                             | 2518                             |
| 0066      | Наполес (исп. Nápoles) 21°01′36″ с. ш. 101°28′08″ з. д.                             | 1851                             | 2321                             |

## Экономика
По статистическим данным 2000 года, работоспособное население занято по секторам экономики в следующих пропорциях: сельское хозяйство, скотоводство и рыбная ловля — 16,8 %, промышленность и строительство — 38,9 %, сфера обслуживания и туризма — 40,3 %, прочее — 4 %.

## Инфраструктура
По статистическим данным 2010 года, инфраструктура развита следующим образом:
- электрификация: 98,3 %;
- водоснабжение: 89,9 %;
- водоотведение: 90,1 %.